# Zeno Vancea
Zeno Octavian Vancea (n. 8 octombrie 1900, Bocșa, comitatul Caraș-Severin – d. 15 ianuarie 1990, București ) a fost un compozitor, muzicolog, critic muzical, dirijor de cor, pianist și profesor român.
A studiat la Lugoj cu Ion Vidu și Iosif Willer, la Cluj cu Gheorghe Dima și Augustin Bena, apoi la Viena, la Neues Wiener Konservatorium (1921-1926, 1930-1931) cu Ernst Kanitz, cu care a studiat contrapunctul și compoziția. Ulterior, aderă la atonalismul și principiile promovate de cea de a doua școală vieneză (Arnold Schoenberg, Anton Webern și Alban Berg), principii care se vor regăsi, selectiv, în creația sa, fără a renunța complet la tradițiile școlii românești. Cât a fost la Viena, a activat și ca dirijor al corului Catedralei ortodoxe din Viena.
A predat contrapunct și istoria muzicii la Conservatorul din Târgu Mureș (1935-1940 și 1945-1948) și la cel din Timișoara (1940-1945).
A fost apoi director general al învățământului artistic din București (1949-1950), profesor la Conservatorul „Ciprian Porumbescu“ din București (1952-1968), secretar (1949-1953) apoi vicepreședinte (1953-1977) al Uniunii Compozitorilor și Muzicologilor din România, al cărei vicepreședinte a fost din 1968, apoi a lucrat la Revista Muzica (1953-1964) al cărei redactor șef a fost între 1957-1964.
Laureat al premiului "Gottfried von Herder" al Universității din Viena (1974).

## Creația muzicală
A scris numeroase studii de muzicologie, precum și două volume importante despre istoria muzicii românești în secolele 19-20.
- Rapsodiile bănățene nr. 1 (1926) și nr. 2 (1928),
- Două dansuri populare pentru orchestră (1931)
- Priculiciul (suită de balet) (1931),
- Tripticul Preambul. Intermezzo, Marș  (1958)
- Cinci piese pentru orchestră de coarde (1964)
- Sinfonietta nr. 2 (1967)
- Prolog simfonic (1974)
- Sonata pentru orgă și orchestră de coarde (1976)

muzică de film
- Viața nu iartă (1958),

muzică pentru fanfară
- Rapsodia militară (1958)

muzică corală bisericească
- Psalmul 127 (1927),
- Liturghia pentru cor mixt pe melodii de strană din Banat (1928)
- Liturghia nr. 2 pe melodii de strană din Ardeal (1938).

## Scrieri
- Muzica bisericească corală la români tipărit la Editura Mentor (Moravetz) din Timișoara (1944),
- Istoria muzicii universale și românești (1938),
- George Enescu (1964),
- Studii și eseuri (1953-1964),
- Creația muzicală românească în secolele XIX-XX, două volume (vol.I 1968, vol.2 1979),
- Studii și eseuri muzicale, Editura muzicală, București, 1974.

## Premii și distincții
- Mențiunea I de compoziție "George Enescu" (1934)
- Premiul III de compoziție "George Enescu" (1936)
- Premiul II de compoziție "George Enescu" (1937, 1938)
- Premiul I de compoziție “George Enescu” (1943)
- Premiul de Stat (1954)
- titlul de Maestru Emerit al Artei din Republica Populară Romînă (26 august 1954) „pentru merite excepționale în domeniul dezvoltării artei”[4]
- Premiul de Creație al Uniunii Compozitorilor (1968, 1975, 1977)
- Premiul internațional "Gottfried von Herder" al Universității din Viena (1974)
- Membru corespondent al Academiei de Arte din Berlin, RDG (1975)
- Ordinul „Meritul Cultural” clasa I (7 mai 1981) „pentru rezultatele obținute în îndeplinirea cincinalului 1976–1980, pentru contribuția deosebită adusă la înfăptuirea politicii Partidului Comunist Român de făurire a societății socialiste multilateral dezvoltate în patria noastră, cu prilejul aniversării a 60 de ani de la făurirea Partidului Comunist Român”[5]

În cadrul acțiunii "Zilele Culturii la Bocșa", 6-11 noiembrie 2007, compozitorului  Zeno Vancea, laureat al Premiului "Herder" în 1974, i s-a decernat, post-mortem, și titlul de "Cetățean de Onoare al orașului Bocșa".